# Gringo, les aigles creusent ta tombe
Pour plus de détails, voir Fiche technique et Distribution.
Gringo, les aigles creusent ta tombe (Los buitres cavarán tu fosa) est un western spaghetti hispano-italien réalisé par Juan Bosch Palau et sorti en 1971.

## Synopsis
Comme le banditisme devient de plus en plus incontrôlable peu après la fin de la guerre de sécession, l'entreprise de diligences Wells Fargo engage quelques pistoleros pour se protéger contre les attaques qui se multiplient. L'un d'entre eux, Jeff Sullivan, s'y emploie avec un zèle particulier, car il espère ainsi retrouver la trace de l'impitoyable bandit Glenn Kovacks qui, il y a quelque temps, a assassiné de manière barbare la femme de Sullivan avec sa bande.
Après avoir réussi à faire libérer le beau-frère de Kovack, Dan, emprisonné à tort dans un camp disciplinaire, Sullivan l'utilise comme moyen d'atteindre Glenn. Ils sont accompagnés par l'impitoyable chasseur de primes Pancho Corrales, qui a également trouvé refuge chez Wells Fargo, et doivent à la fois tenir leurs propres poursuivants à distance et ne pas perdre la trace de Glenn.
Lorsque la confrontation a finalement lieu, elle se termine par la mort de Pancho et Glenn et l'anéantissement de toute la bande, tandis que Jeff survit et parvient à sauver Dan, grièvement blessé.

## Fiche technique
- Titre espagnol original : Los buitres cavarán tu fosa ou Los cuervos cavarán tu fosa (Argentine)[1]
- Titre italien : I corvi ti scaveranno la fossa[2]
- Titre français : Gringo, les aigles creusent ta tombe ou Les corbeaux creuseront ta tombe[3]
- Réalisateur : Juan Bosch Palau
- Scénario : Juan Bosch Palau, Lou Carrigan, Roberto Gianviti (it)
- Photographie : Giancarlo Ferrando (it)
- Montage : Luis Puigvert
- Musique : Bruno Nicolai
- Décors : Riccardo Domenici (it)
- Costumes : Luciano Sagoni
- Maquillage : Elisa Aspachs, Marisa Marconi
- Production : Luciano Martino, Miguel de Echarri
- Société de production : Devon Film, Midega Film
- Pays de production :  Italie -  Espagne
- Langue originale : espagnol
- Format : Couleurs par Eastmancolor - 35 mm
- Durée : 82 minutes
- Genre : Western spaghetti
- Dates de sortie :
  - Italie : 11 août 1971
  - Espagne : 21 février 1972
  - France : 13 juin 1973[3]

## Distribution
- Craig Hill : Jeff Sullivan
- Ángel Aranda : Dan Barker
- Fernando Sancho : Pancho Corrales
- Maria Pia Conte : Susan
- Frank Braña : Glenn Kovacs
- Dominique Boschero : Myrna
- Ivano Staccioli : avocat Donovan
- Raf Baldassarre : shérif de Silver Town
- Joaquín Díaz Muntané (es) : Ted Salomon
- Carlos Ronda : shérif de Lost Valley
- Antonio Molino Rojo : El Rojo
- Juan Torres Manuel
- Indio González : l'homme de Corrales
- José Antonio Amor : Jerry
- Fernando de Miragaya : García
- Loredana Montiel : Rosita